# Noyau de Dirichlet
Pour les articles homonymes, voir noyau.

Tracé des premiers noyaux de Dirichlet.

En mathématiques, et plus précisément en analyse, le n-ième noyau de Dirichlet — nommé ainsi en l'honneur du mathématicien prussien Johann Dirichlet — est le polynôme trigonométrique défini par :
C'est donc une fonction 2π-périodique de classe {\displaystyle {\mathcal {C}}^{\infty }}. Elle vérifie de plus :
- si x n'est pas un multiple entier de 2π, alors {\displaystyle D_{n}(x)={\frac {\sin \left(\left(n+{\frac {1}{2}}\right)x\right)}{\sin \left({\frac {x}{2}}\right)}}} ;
- si x est un multiple entier de 2π, alors {\displaystyle D_{n}(x)=2n+1}.

Le noyau de Dirichlet permet notamment d'améliorer la convergence des séries de Fourier. Il intervient aussi en optique, pour rendre compte des franges et des compositions d'ondes cohérentes.

## Considérations élémentaires

### Équivalence des deux écritures du noyau de Dirichlet
Lorsque {\displaystyle \mathrm {e} ^{\mathrm {i} x}=1}, c'est-à-dire lorsque x appartient à 2πℤ, le noyau de Dirichlet est la somme de 2n + 1 termes chacun égaux à 1, et vaut donc 2n + 1.
Lorsque {\displaystyle \mathrm {e} ^{\mathrm {i} x}\neq 1}, l'identité trigonométrique qui apparaît au début de l'article peut être établie par le calcul d'une somme d'une suite géométrique de raison {\displaystyle \mathrm {e} ^{\mathrm {i} x}} et en utilisant la formule d'Euler.

### Propriétés du noyau de Dirichlet
- C'est un polynôme trigonométrique, donc une fonction {\displaystyle {\mathcal {C}}^{\infty }}, 2π-périodique ;
- il est pair ;
- sa valeur moyenne est 1 ;
- le comportement asymptotique de sa norme de la convergence en moyenne est :

{\displaystyle \|D_{n}\|_{1}={\frac {1}{2\pi }}\int _{-\pi }^{\pi }\left|D_{n}(t)\right|\,\mathrm {d} t={\frac {4}{\pi ^{2}}}\ln n+O(1)}.

## Opérateur associé
Le n-ième terme de la série de Fourier d'une fonction 2π-périodique et intégrable {\displaystyle f} s'écrit :
L'identité précédente est un produit de convolution, ou l'application d'un opérateur à noyau.
C'est à partir de cette expression et des propriétés du noyau de Dirichlet qu'on démontre le théorème de Dirichlet sur la convergence des séries de Fourier.
Cet opérateur est un opérateur borné sur l'espace des fonctions continues, dont la norme d'opérateur est majorée par {\displaystyle \|D_{n}\|_{1}}.
En spécialisant l'étude en un point x particulier, l'application {\displaystyle x\mapsto S_{n}(f)(x)} a pour norme d'opérateur {\displaystyle \|D_{n}\|_{1}} lui-même, qui tend vers l'infini avec n. À l'aide du théorème de Banach-Steinhaus, on peut en déduire qu'il existe des fonctions continues dont la série de Fourier diverge au point x.

## Introduction au formalisme des distributions
Le noyau de Dirichlet est 2π fois la somme d'ordre n du développement en série de Fourier du peigne de Dirac δp, qui est la distribution de période 2π donnée par
{\displaystyle \delta _{p}(x)=\sum _{k=-\infty }^{\infty }\delta (x-2\pi k)}
où δ est la « fonction » delta de Dirac, qui en réalité n'est pas une fonction mais une distribution. En d'autres termes, le développement en série de Fourier de la distribution δp s'écrit
{\displaystyle \delta _{p}(x)={\frac {1}{2\pi }}\sum _{k=-\infty }^{\infty }\mathrm {e} ^{\mathrm {i} kx}={\frac {1}{2\pi }}\left(1+2\sum _{k=1}^{\infty }\cos(kx)\right).}
La distribution périodique δp est l'élément neutre pour le produit de convolution défini sur l'ensemble des fonctions de période 2π par
{\displaystyle (f*g)(x)={\frac {1}{2\pi }}\int _{-\pi }^{\pi }f(y)g(x-y)\,\mathrm {d} y.}
Autrement dit,
pour toute fonction {\displaystyle f} de période 2π, {\displaystyle f*\delta _{p}=\delta _{p}*f=f}
Le produit de convolution de Dn avec n'importe quelle fonction {\displaystyle f} de période 2π est égal à la somme d'ordre n du développement en série de Fourier de {\displaystyle f}, c.-à-d. qu'on a
{\displaystyle (D_{n}*f)(x)=(f*D_{n})(x)={\frac {1}{2\pi }}\int _{-\pi }^{\pi }f(y)D_{n}(x-y)\,\mathrm {d} y=\sum _{k=-n}^{n}{\hat {f}}(k)\mathrm {e} ^{\mathrm {i} kx},}
où
{\displaystyle {\hat {f}}(k)={\frac {1}{2\pi }}\int _{-\pi }^{\pi }f(x)\mathrm {e} ^{-\mathrm {i} kx}\,\mathrm {d} x}
est le k-ième coefficient de Fourier de {\displaystyle f}.